# Церковь Рождества Святого Иоанна Крестителя (Кожкев)
Церковь Рождества Святого Иоанна Крестителя (пол. Kościół Narodzenia św. Jana Chrzciciela) — архитектурный и исторический памятник в Польше, который находится в селе Кожкев сельской гмины Зелёнки Краковского повята Малопольского воеводства. Храм входит в состав краковской архиепархии.
Строительство храма началось в 1623 году по инициативе владельца села Александра Луговского и закончилось в 1630 году. Храм был воздвигнут на месте предыдущей деревянной церкви, построенной во второй половине XIV века. Был освящён в 1640 году. Перестраивался в 1858 году.
В церкви находится готический реликварий конца XIV века, пять деревянных алтарей XVII века и серебряная монстранция, датируемая 1640 годом.
4 июля 1990 года храм внесён в реестр охраняемых памятников Малопольского воеводства (№ А-622).